# Campeonato Mundial de Atletismo de 2011 - 50 km marcha atlética masculina
A marcha atlética masculina de 50 km do Campeonato Mundial de Atletismo de 2011 foi disputada em 3 de setembro  nas ruas de Daegu.

## Recordes
Antes desta competição, os recordes mundiais e do campeonato nesta prova eram os seguintes:
| Tipo                  | Atleta              | Tempo   | Local      | Data                 | Ref |
| --------------------- | ------------------- | ------- | ---------- | -------------------- | --- |
|                       | Denis Nizhegorodov  | 3:34:14 | Cheboksary | 11 de maio de 2008   | ver |
| Recorde do campeonato | Robert Korzeniowski | 3:36:03 | Paris      | 27 de agosto de 2003 | ver |

## Medalhistas
| Ouro                     | Prata               | Bronze            |
| Denis Nizhegorodov (RUS) | Jared Tallent (AUS) | Si Tianfeng (CHN) |

## Cronograma
| Data          | Hora | Evento |
| ------------- | ---- | ------ |
| 3 de setembro | 8:00 | Final  |

O horário é local (UTC +9)

## Final
A final ocorreu ás 9:00. 
| Colocação         | Atleta                   | Nacionalidade | Tempo         | Notas  |
| ----------------- | ------------------------ | ------------- | ------------- | ------ |
| Medalha de ouro   | Denis Nizhegorodov       | Rússia        | 3 h 42 min 45 | SB     |
| Medalha de prata  | Jared Tallent            | Austrália     | 3 h 43 min 36 | SB     |
| Medalha de bronze | Si Tianfeng              | China         | 3 h 44 min 40 |        |
| 4                 | Luke Adams               | Austrália     | 3 h 45 min 31 | SB     |
| 5                 | Koichiro Morioka         | Japão         | 3 h 46 min 21 |        |
| 6                 | Park Chil-sung           | Coreia do Sul | 3 h 47 min 13 | NR     |
| 7                 | Xu Faguang               | China         | 3 h 47 min 19 |        |
| 8                 | Takayuki Tanii           | Japão         | 3 h 48 min 03 | SB     |
| 9                 | Hirooki Arai             | Japão         | 3 h 48 min 40 | PB     |
| 10                | Andrés Chocho            | Equador       | 3 h 49 min 32 | AR     |
| 11                | Marco De Luca            | Itália        | 3 h 49 min 40 | SB     |
| 12                | Rafal Sikora             | Polónia       | 3 h 50 min 24 |        |
| 13                | Kim Dong-young           | Coreia do Sul | 3 h 51 min 12 | PB     |
| 14                | Jarkko Kinnunen          | Finlândia     | 3 h 52 min 32 | SB     |
| 15                | Jean-Jacques Nkouloukidi | Itália        | 3 h 52 min 35 | PB     |
| 16                | Trond Nymark             | Noruega       | 3 h 54 min 26 | SB     |
| 17                | Edgar Hernández          | México        | 3 h 54 min 46 | SB     |
| 18                | José Leyver              | México        | 3 h 55 min 37 |        |
| 19                | Oleksiy Kazanin          | Ucrânia       | 3 h 56 min 18 | SB     |
| DSQ               | Sergey Bakulin           | Rússia        | 3:41:24       | doping |

Legenda
| Recorde mundial       | Recorde mundial (World record)               |                       | Recorde africano                      | Recorde africano (African) |                                           | Q | Classificado por posição (Qualified) |
| Recorde do campeonato | Recorde do campeonato (Championship record)  | Recorde da América    | Recorde da América (Americas)         | q                          | Classificado por melhor tempo (Qualified) |   |                                      |
| Melhor marca do ano   | Melhor marca do ano (World leading)          | Recorde asiático      | Recorde asiático (Asian)              | DNS                        | Não largou (Did not start)                |   |                                      |
| Recorde nacional      | Recorde nacional (National record)           | Recorde europeu       | Recorde europeu (European)            | DNF                        | Não terminou (Did not finish)             |   |                                      |
| Recorde pessoal       | Recorde pessoal do atleta (Personal best)    | Recorde da Oceania    | Recorde da Oceania (Oceania)          | DSQ / DQ                   | Desclassificado (Disqualified)            |   |                                      |
| Recorde da temporada  | Recorde da temporada do atleta (Season best) | Recorde sul-americano | Recorde sul-americano (South America) | NM                         | Sem marca (No mark)                       |   |                                      |